# はるな愛
はるな 愛（はるな あい、1972年〈昭和47年〉7月21日 - ）は、日本のニューハーフタレント・歌手・俳優・実業家・YouTuber。本名は大西 賢示（おおにし けんじ）。トランスジェンダー当事者（MtF）。サンズエンタテインメント所属。株式会社祐貴那代表取締役。現在は東京都在住。

## 来歴・人物

### 幼少期
愛媛県宇和島市出身の父と西宇和郡伊方町出身の母の間に生まれる。両親はそれぞれ家族と貧困の生活を送った末に大阪市に転居し、たまたま同じ市営住宅に入居した事が縁となり結婚した（後に離婚）。家族は他に弟がいる。
物心ついた頃から自分が女性だと意識しており、小学生時代（大和川小学校）から女装してものまね番組などに出演。その際の字幕スーパーでは「大西賢治」（本来の字は賢示）と表示される。持ち歌は松田聖子の「Rock'n Rouge」など。1985年3月3日放送の『全日本ちびっこ歌まね大賞』（テレビ東京）では、森進一の「北の蛍」を歌って優勝を果たす。
1989年、福井県の九頭竜湖で行われた英語学校の夏季キャンプ（小学生向け）にて、「未来派少年大西賢示」としてレクリエーションにゲスト出演し、この際に男子高校に通っていたことを話している。また、同年5月25日には「大西ケンジ」として「チャンス」でレコードデビューを果たしている。

### 少年期
中学生時代はいじめに遭っていたため勉強はほとんど出来ておらず、成績は悪かった。13才の時にバラエティー番組に女装姿で出演したことがあるが、「当時は無理矢理、女装させられたと嘘をついていた」と語っている。
また、この当時からニューハーフになろうと思っていたといい、弟がはるなの箪笥の中身が気になり開けてみると、女性物のカラフルな下着が数枚入っているのを見て兄が女性になりたがっていることを知ったが、親には話さなかったという。
中学卒業後、男子校の高校に進学し、空手部に所属。しかし高校は中退し、その後は大阪・心斎橋にあるニューハーフショーパブ「冗談酒場」に勤務（現在も帰阪の際には冗談酒場のステージにゲスト出演している）。
1991年、ショーパブ「Tootsie」梅田店で働く。性同一性障害であり、ニューハーフとして働いていることを父親に告白。
1995年、大阪市・わだ形成クリニックにて性別適合手術を受け、陰部の外観も女性のようになった。しかし、「男性と結婚するまで大西賢示でいることが親孝行」を理由に、戸籍上の名前は現在も「大西賢示」のままである。声に関しては、元々は女性アイドルの曲を原曲キーのまま歌え、話し声も女性と同じ高さだったが、度重なる酷使の結果、現在のような低いしゃがれ声となった。また、一時期は声帯にポリープが出来て声が出なくなったこともある。

### 芸能界デビュー
1996年に『上岡龍太郎がズバリ!』（TBS）のMr.レディー特集や『ろみひー』（中京テレビ）などメディアへの出演が多くなり、「家なき子」（日本テレビ）のパロディ劇「玉なき子」では相沢すずの役を演じた。
1996年頃、『快傑えみちゃんねる』（関西テレビ）にレギュラー出演。以後はアイドル系美形ニューハーフとして、テレビ番組のニューハーフ特集やものまね番組に出演。また、『天才・たけしの元気が出るテレビ!!』（日本テレビ）などにも出演し、メディア出演が増加。
1998年、東京のタレント事務所に所属、上京。DDTプロレスリングで世界初のニューハーフ・マネージャー・デビュー。この頃は芸能界でのタレント活動はほとんど行っていなかったが、トランスジェンダーであることを隠して働いていたレースクイーンの仕事などにより蓄えた貯金で2003年よりスナック店を開業するなど、事業家として活躍するようになる。

### 2000年代
2002年、特番『さんま&SMAP!美女と野獣のクリスマススペシャル』（日本テレビ）に出演。この頃はまだ準レギュラーではなくゲストだったが、ブレイク後は現在まで数年に一度の割合で出ている。
2005年、MEGUMIが恥骨骨折で入院した際、病院で献身的に看病をしたことから野田社長の目に留まり、2008年にサンズエンタテインメントに移籍。現在の名義に変え、タレント活動を再開する。
2007年、陣内智則・藤原紀香夫妻の結婚披露宴の2次会でエアあややを披露、その場に居合わせた業界人の注目を集め、モノマネ芸人として活動するようになる。持ちネタは、松田聖子・松浦亜弥・島谷ひとみ・ビヨンセ・藤本美貴・ホイットニー・ヒューストンなどのモノマネと、横向けにしたVサインを目頭から目じりに移動させて「よろしくピース」などのギャグ。口癖は「言うよね〜」。それを始めとして、いろいろな「○○よね〜」を言うようになっている。
2007年、『ミス・インターナショナル・クイーン(Miss International Queen)2007』（ニューハーフ世界のミスコン）に出場し、第4位になる。
2008年、下半期頃から松浦亜弥の口パクモノマネで大ブレイク。骨髄バンク職員の役で舞台『IMAGINE 9.11』に出演。
2009年、1月3日に放送された『週末のシンデレラ 世界!弾丸トラベラー』（日本テレビ系）にてパスポートが映った場面で、一部ぼかしがかかっていなかったため1972年7月21日生まれであり、それまで年齢をサバ読みしていたことが発覚。はるな本人はこの事実を2009年1月20日発売の『週刊女性』（主婦と生活社）で認めた（下記を参照）（詳細は「エピソード」にて後述）。
2009年、『ミス・インターナショナル・クイーン 2009』に再挑戦し、優勝した。前哨戦である『Angel of Talent contest』でも優勝し、2冠に輝いた。日本人の優勝は初めてで、賞金1万ドルを獲得。帰国後に、日本外国特派員協会で在日外国人記者のために会見を開いた。

### 2010年代
2010年、海外ドラマ『カイルXY』のテレビCMに起用され、「謎の美青年＝ケンジXY」に変身するという設定で、「高校生以来」という「男装」を披露した。
2010年の『24時間テレビ 「愛は地球を救う」』のマラソンランナーに抜擢される。史上初のトランスジェンダーマラソンランナーとなり、日本武道館までの約85キロを完走した。
2014年4月13日、韓国観光公社の企画による韓国観光応援団の団長に就任。
2016年8月26日、出雲観光大使に就任。
2019年、映画初監督作品『mama』（主演：吉野寿雄）があいち国際女性映画祭2019にて特別招待作品として上映された。

### 2020年代
2021年8月24日、国立競技場で開催された東京パラリンピック開会式の冒頭に登場し、ダンスパフォーマンスを披露した。
2025年には飲食店経営者としての活動も報道された。この時点で4店舗経営。「はるな愛の飲食店」としたくないことから表立っては公表していない。

## エピソード
- はるなを女性と勘違いした星田英利（当時、ほっしゃん。）にプロポーズされたことがある[12]。「私は男だから」と一度断ったものの、「男のようにバリバリ仕事をしているから今は結婚のことは考えられない」という意味だと解釈した星田は再度アタック。最終的に実名入りの運転免許証を見せられて、ようやくはるなが男性であると認識し結婚を断念した。そのエピソードが縁で星田と共演する仕事がしばしばあり、現在は友人である。また、初めて志村けんと会った際にも、はるなは志村から女性と勘違いされナンパされた[12]。中山秀征とは中山が司会をしていた『THE夜もヒッパレ』で出演者に飲み物を配るバニーガールのエキストラとして出演して以来の付き合い[13]。
- 藤原紀香を『紀ねえ』と呼び、慕っている。藤原もはるなを妹のように可愛がっており、自宅の合鍵を預けるほど信頼している。ブレイクする以前は藤原の前夫だった陣内智則の留守中に掃除や留守番をすることも多かった。
- 歌手のミドリカワ書房による、体は男性だが心は女性である人物を扱った「愛なるは」という曲は、はるなをモチーフとしており、曲名を逆から読むと「はるな愛」になる。はるながテレビ番組で生い立ちを語る姿を見て心を打たれたことが歌作りの動機となった。当初は遠慮から「男の子 女の子」というタイトルに変更する案もあったが、本人から許可されたため、そのままの曲名で発表することとなった。
- 本格的なタレントとして活躍する以前には、文化放送で構成作家もしていた[14]。
- 2013年10月30日放送の『今ちゃんの「実は…」』（ABCテレビ）で実母と実母の再婚相手(義父)と実家が紹介された[15]。
- 2019年1月22日放送の『バラいろダンディ』では、その昔にクリス松村と1泊2日の韓国旅行に行った際に焼肉を食べてから帰国する予定を立てたが、急遽はるなが韓国のアイドルグループとのレコーディングに参加することになったことで松村との約束が守れなくなり、それが原因で松村との不仲が続いていると明かした。はるなは番組内で謝罪を表明して松村への和解を求めた[16]。その後、インターネット上では「何故わざわざ番組のトークとしてこの話題を出すのか」「何故本人に直接謝罪しないのか」「アイドルグループとのレコーディングの際に何故クリスを誘わなかったのか」とはるなへの非難が殺到した[17]。

### 年齢詐称問題
初めて鯖読みしたのは大阪から上京した24歳のときで、レースクイーンのアルバイト募集を見つけたが、年齢制限があったため、4歳サバを読んだ。年齢詐称が発覚した際のインタビューで「ウソの年を言いだしたら、止まらなくなりました。言えたらもっと楽だった」と苦しい胸の内を明かしている。
2009年、『ミス・インターナショナル・クイーン 2009』優勝後の記者会見では、「ウソの年齢で出た時は見向きもされなかったのに、本当の年齢を正直に言ったら、みんなの見る目が違ったし、ビックリしていた」と語っていた。
所属事務所はサンケイスポーツのインタビューに対し「はるな愛は32歳で、本名の大西賢示では36歳という見解です。これまでバラエティ番組では『大西賢示の年齢は違うよねー』とネタにしていました。年齢詐称していたわけではありません」と説明した。2009年1月25日に放送された『サンデージャポン』（TBS）に生出演した際、年齢詐称について謝罪した。

### 社会貢献活動
東日本大震災直後から街頭で募金を呼びかけ、また、休日のたびに被災地で炊き出し活動を行う等、現場に根付いた活動を行い被災者を励まし続けた。2012年5月1日、日本財団により、伊勢谷友介、EXILE、加藤登紀子、小林幸子、コロッケ、坂本龍一、サンドウィッチマン、杉良太郎、伍代夏子、中村雅俊らと共に「被災地で活動した芸能人ベストサポート」に選出され、表彰されている。
2017年3月から、経営している鉄板焼きの店で定期的に子ども食堂を開催。自身が幼少時孤独な思いをしたことから継続している。

### その他
高所恐怖症である。

## 芸風
2007年後半頃から、歌手が歌う音声を流し口パクで振り付け・仕草・表情・息づかい、更にはMC（トーク）を合わせる芸（形態模写）で注目されるようになった。ものまね芸でよくあるように、オーバーにデフォルメされている。なお、本人の声質はやや男声寄りのハスキーボイスだが標準的な女性歌手の曲程度なら問題なく歌うことができる。

### エアあやや
松浦亜弥のコンサートライブの音声（複数のDVDから編集して作っている場合が多い）を用いるネタ。
元々は、はるながスナックのママを務めていた店で余興として披露していたもの。当時は歌も併せて歌っていたが、ショーパブやスナックでの付き合い酒などの無理がたたり、高い声が出なくなったために仕方なく無声へとシフトしていった。
最初の曲とMCには様々なバージョンがあるが、最後には必ず「Yeah! めっちゃホリディ」で締める。同曲途中の「ずばっと」のフレーズで、がに股で腕を横に引き、最後に服の上から乳首をこするアクションは、はるな独自のもの。また、ほかの振りも松浦亜弥そのままでなく、はるな風にアレンジされている（マンネリ化を防ぐ為か上記の「ずばっと」のアクションと乳首をこするアクション以外は披露する場などで若干の変化が見られる）。
『あらびき団』（TBS）にはこの芸で度々出演しており、「あらびきあやや」と呼ばれている。『R-1ぐらんぷり』にも出場し、1回戦を突破した。
2008年6月2日放送分の『HEY!HEY!HEY! MUSIC CHAMP』（フジテレビ）では、エアあややを松浦本人の前で披露し、「公認モノマネ」認定の盾を渡されるなど本人からも概ね好意的に受け止められている。松浦との初対面である同年5月22日放送の『きよしとこの夜』（NHK総合）以降も幾度か共演を果たしており、松浦はその都度エアあややを認める発言をしている。
同年6月25日の東京厚生年金会館での公演に、松浦の誕生日を祝うサプライズゲストとして出演。約2,000人の松浦ファンを前に、松浦の生歌による生エアあややを披露した。
エアあややの衣装は、青色ベースにフリルが施されたミニドレス（タイで約3,000円で購入したもの）が多いが、初期の頃は黄色い衣装を着用していた。また『エンタの神様』（日本テレビ）ではピンクの衣装（約7,000円）を着用している。普通の衣装でもエアあややをする機会が増えている。

### あやや以外
エア松田聖子・エアBoA・エア・ホイットニー・ヒューストンというネタもある。テレビでの初披露は2008年7月23日放送の『関ジャニ∞のジャニ勉』（関西テレビ）だが、ライブイベントではそれ以前からやっていた。
2007年5月27日放送の『ハロモニ@』（テレビ東京）ではミキティこと藤本美貴のエア芸（エアミキティ）を本人の前で披露。また2008年6月18日放送の『明石家さんちゃんねる』(TBS)では次長課長と明石家さんま相手に「マンツーマンミキティ」（エアミキティで相手に可愛いと思わせる）というゲームを行った。
2008年8月18日放送の『SMAP×SMAP』（フジテレビ）では、松浦亜弥とともに「BISTRO SMAP」にゲスト出演し、中居正広本人の前で、新ネタ「エア中居」を披露した。

## 歌手活動
2008年12月10日には、『I・U・YO・NE〜』でavex traxよりCDデビュー。口癖で流行語大賞にもノミネートされた「言うよねぇ〜」がそのままタイトルになった。ミュージッククリップでは激しいダンスを披露している。
2009年8月19日に発売のエイジアエンジニアの13枚目のシングルにフィーチャリングボーカルとして参加。ファンタのCMソングとなった。
2016年9月7日、演歌歌手デビューし、『えぇねんで』を発売した。
尚、今作と2018年3月21日発売のミニアルバム『BONダンス』はタワーレコード内に設立したセルフ・レーベルから発売されている。

### ♥♥♥LOVE♥♥♥
♥♥♥LOVE♥♥♥（ラヴ）は、はるな愛が総合プロデュースをした、はるな愛そっくりのK-POP女性アイドル歌手という設定の人物。
概要
2010年10月20日に自身のそっくりさん（本人）である「LOVE」をFace 2 fAKEプロデュースの楽曲『Crazy Love』でポニーキャニオンより日本にて歌手デビューをさせ、韓国・タイ・台湾での海外デビューも果たした。
プロデュースのきっかけは、はるな愛が「ミス・インターナショナル・クイーン2009」にてタイに訪れた際に出会った「理想の女の子」だと語る。

### アナログシングル
| 発売日        | タイトル | 規格品番 | 規格品番 | レーベル                      | 備考           |
| 発売日        | タイトル | レコード | カセット | レーベル                      | 備考           |
| ------------- | -------- | -------- | -------- | ----------------------------- | -------------- |
| 1989年5月25日 | チャンス | 0DR 105  | 00CR 105 | ヴァーンメディア / ポリドール | 大西ケンジ名義 |

### シングルCD
|     | 発売日         | タイトル         | 規格品番   | 規格品番                 | レーベル         | オリコン 最高位 |
| CD  | 発売日         | タイトル         | CD+DVD     |                          | レーベル         | オリコン 最高位 |
| --- | -------------- | ---------------- | ---------- | ------------------------ | ---------------- | --------------- |
| ※   | 2005年10月24日 | Enjoy your life? |            |                          |                  | 位              |
| 1st | 2008年12月10日 | I・U・YO・NE〜   | AVCD-31560 | AVCD-31559B              | avex trax        | 59位            |
| 2nd | 2009年8月5日   | 夏 凸凹❤️        | AVCD-31666 | AVCD-31665B              | avex trax        | 73位            |
| ※   | 2010年10月20日 | Crazy Love       |            | PCCA-03290               | ポニーキャニオン | 50位            |
| 3rd | 2012年4月18日  | もっと愛を       | UMCA-50014 | ユニバーサルミュージック | 138位            |                 |
| 4th | 2016年9月7日   | えぇねんで       | HRNY-0001  |                          | HARUNAYA RECORDS | 87位            |

### 配信シングル
| 発売日         | タイトル                          | 備考                                |
| -------------- | --------------------------------- | ----------------------------------- |
| 2015年12月23日 | I-I-YO-NE! Looking For Your Smile | はるな愛×中里真美 feat. May Pakdee  |
| 2021年7月7日   | タピオカの夏                      | 大谷明裕が作曲した歌謡曲。          |
| 2023年7月28日  | まぼろし ザ ワールド              | akaneが振付とMVの撮影・編集を担当。 |

### ミニアルバム
|     | 発売日        | タイトル  | 規格品番  | レーベル         | 備考                                                                               |
| --- | ------------- | --------- | --------- | ---------------- | ---------------------------------------------------------------------------------- |
| 1st | 2018年3月21日 | BONダンス | HRNY-0002 | HARUNAYA RECORDS | 盆踊りソングや、一人で男女歌い分ける曲、美空ひばりや美川憲一のカヴァーなどを収録。 |

### その他
| 発売日        | タイトル                          | 規格品番  | レーベル    | 備考 |
| ------------- | --------------------------------- | --------- | ----------- | --- |
| 2009年8月19日 | MOMI MOMI Fantastic feat.はるな愛 |           | rhythm zone | エイジアエンジニアの13枚目のシングル、ゲストボーカルとして参加。日本コカ・コーラ「ファンタもみもみフローズン」CMソング。 |
| 2019年9月18日 | ハニー★トースト                   | DHGS-0002 | dhg Records | 甘党男子 feat.はるな愛                                                                                                   |

## 飲食店
自身の実家がお好み焼き屋を経営していた影響から、東京・三軒茶屋にてお好み焼き店「大三」など4店舗を経営をする。
2010年3月13日には『松岡修造の情熱チャージ 熱血!ホンキ応援団』（テレビ朝日）に特別応援隊長として出演。練馬区の繁盛していないお好み焼き店を訪ね、事業家（同じお好み焼き店経営者）という立場から経営再建に向けてのアドバイスを送っていた。

## ショークラブ
2018年7月21日、東京・六本木に一部上場企業のF社が出資し自身が全面プロデュースしたエンターテインメントショークラブ「Tokyo Ruby」をオープン。後に短期間で閉店し、諸問題により再開には至っていない。

## 出演

### テレビ
太字はエアあやや披露
現在の出演番組
- newsランナー（関西テレビ） - コメンテーター
- ちゃーじ（東海テレビ）
- TSURI na KIBUN（釣りビジョン） - ナレーション兼不定期出演

過去の出演番組
- ものまね王座決定戦（フジテレビ）

第23回爆笑!スターものまね王座決定戦スペシャル（1998年4月2日、春菜愛名義で単独出場）
第25回爆笑!スターものまね王座決定戦スペシャル（2000年4月7日、山本ヘンダ&春菜愛のコンビで出場）　
- さんま&SMAP!美女と野獣のクリスマススペシャル（年末特番・2002年、2008年 - 2009年、2011年 - 2012年、日本テレビ） ※無名時代の2002年に「合コンシミュレーション」に出演、以後2008年以降、準レギュラーゲスト。
- スパイスベータ（中部日本放送）
- すっぴんテレビ（東海テレビ） - 水曜レギュラー
- 快傑えみちゃんねる（関西テレビ）[28]
- F2-X（フジテレビ） - コーナーレギュラー
- タモリ倶楽部（テレビ朝日） - コーナーレギュラー
- はるな愛のアジアンビューティ（WOWOWオンライン）
- ひみつのアラシちゃん!（2008年 - 、TBS） - 不定期
- 明石家さんちゃんねる（2008年4月 - 2008年9月、TBS） - 準レギュラー
- おネエ★MANS（2008年10月14日 - 2009年3月10日、日本テレビ）
- オビラジR（2008年9月 - 2009年3月、TBS） - 水曜レギュラー

1. 2005年10月31日
2. 2008年12月8日
3. 2010年2月22日
4. 2011年2月7日
5. 2011年9月5日
6. 2012年1月16日

- run for money 逃走中（フジテレビ、2008年10月2日・2009年1月4日・2010年6月27日・2011年1月16日・2014年7月6日・2014年9月28日・2014年10月5日・2015年3月15日）
- 金曜★ロンドンハーツ（2008年10月28日 - 、テレビ朝日） - 初出演は2008年4月29日。初出演のみエアあやや披露。
- アッコにおまかせ!（2008年7月27日 - 、TBS） - 2008年12月7日放送の番組内で準レギュラーと紹介された。
- サンデージャポン（2008年11月2日 - 、TBS）
- 天才!志村どうぶつ園（2008年10月18日 - 2009年1月31日、日本テレビ） ※「傷ついたレッサーパンダの赤ちゃんを育てる」企画の母親代わり
- EYES・アレ今どうなった?（2009年6月1日 - 7月、NHK総合） - コメンテーター
- サカスさん（2009年3月 - 2009年9月、TBS） - 水曜レギュラー
- そうだったんだ!算数（2009年12月14日 - 12月18日、NHK教育）
- ネクストプリンセス（2009年10月 - 2010年3月、テレビ東京） - ナレーション
- 魔女たちの22時（2009年4月21日 - 2011年3月22日、日本テレビ）
- あらびき団（2007年10月24日 - 2011年9月27日 、TBS）
- ジャルやるっ!（関西テレビ）
- 24時間テレビ（2010年8月28日·29日 - 2019年8月24日·25日 、日本テレビ） - 2010年（第33回）の放送では、マラソンランナーとして武道館までの85kmを完走した。以降は毎年歴代ランナーとして出演。
- スター☆ドラフト会議（2011年4月12日 - 2013年3月5日、日本テレビ）
- テレビでハングル講座（2013年4月1日 - 、NHK Eテレ） - 生徒役
- ハピくるっ!（2011年10月 ‐ 2015年3月、関西テレビ） - 水曜MC
- スッキリ!!（2009年4月 - 2016年12月27日、日本テレビ） - 火曜コメンテーター
- 幸せの黄色い仔犬（中京テレビ）
- メレンゲの気持ち（2013年7月27日 - 、日本テレビ） - 番組内のコーナーである「ビューティフルライフ」にレポーターとして出演。
- 名将の条件（テレビ大阪、2015年10月 - 2016年3月） - アシスタント[29]
- ツレタビ 三次編（2017年2月25日・2018年3月10日・2019年8月12日、広島ホームテレビ）
- 世界・ふしぎ発見!（2018年5月19日 - 、TBS） - ゲスト解答者（不定期）、ミステリーハンター（2020年2月8日、『はるな愛が迫る！令和最初の世界遺産 東南アジア2大ミステリー』）
- 幸せ!ボンビーガール（日本テレビ） - 準レギュラー
- 映画MANIA（2017年1月17日 - 2021年3月26日、東海テレビ）
- 報道ランナー（関西テレビ） - 水曜コメンテーター
- デラメチャ気になる ! （2020年4月5日 - 2022年9月25日、テレビ愛知）
- ドデスカ!（2016年4月8日 - 2024年3月29日、メ～テレ） - 金曜隔週コメンテーター

### ラジオ
現在の出演番組
- 大竹まこと ゴールデンラジオ!（2016年10月4日 - 、文化放送） - 木曜日パートナー

過去の出演番組
- オレたちやってま〜す（毎日放送） - 土曜日よゐこ班、コーナーレギュラー
- はるな愛のよろしく!グラビアンナイト（ニッポン放送）
- バリバラR（NHKラジオ第2）

### テレビドラマ
- 世紀末の詩 第3話（1998年10月28日、日本テレビ） - ホステス 役
- PU-PU-PU- 第6話（1998年11月13日、TBS） - ホステス 役
- ストレートニュース 第2話（2000年10月18日、日本テレビ）
- 電話の恋人（2004年、NETCINEMA.TV）
- 相棒 Season6 第13話「マリリンを探せ!」（2008年1月30日、テレビ朝日） - ゲイバー従業員・リサ 役
- ロト6で3億2千万円当てた男 第9話（2008年8月29日、ABC） - はるな愛（本人） 役
- あんみつ姫2（2009年1月11日、フジテレビ） - 比留豚巴里酢 役
- 特命係長 只野仁（2009年1月 - 3月、テレビ朝日） - ゲイバーのママ・マヤ 役
- 33分探偵 第12話「大阪・お笑い芸人殺人をもたせる」（2009年4月11日、フジテレビ） - 情報屋 役
- ママは昔パパだった（2009年8月 - 9月、WOWOW） - 加納マリー 役
- はぐれ刑事純情派 最終回スペシャル（2009年12月26日、テレビ朝日） - 河合ノリコ 役
- 左目探偵EYE（2010年1月23日 - 3月13日、日本テレビ） - 秋風みるく 役
- ナサケの女 〜国税局査察官〜 スペシャル（2012年2月4日、テレビ朝日） - パブのダンサー・トマト 役
- 土曜ワイド劇場「警視庁・捜査一課長〜ヒラから成り上がった最強の刑事!4」（2015年5月23日、テレビ朝日） - 宮城夏子 役

### 配信ドラマ
- 恋する男たち 第2話（2020年10月30日、Paravi） - 小百合 役[30]

### 特撮
- ケータイ捜査官7（2009年3月、テレビ東京） - ジーン（声） 役
- 魔法×戦士 マジマジョピュアーズ!第36話（2018年12月2日、テレビ東京） - マダム・ルルド役

### 映画
- 相棒 -劇場版- 絶体絶命! 42.195km 東京ビッグシティマラソン（2008年5月、東映） - マラソンの応援に駆けつけるゲイバーの従業員 役

### Vシネマ
- ニューハーフ物語 わたしが女にもどるまで（1997年5月30日、ケイエスエスエムイー）
- 難波金融伝 ミナミの帝王11 嘆きのニューハーフ（1998年11月27日、ケイエスエスエムイー）
- 愛する二人別れる二人2（2000年4月28日、GO-SHIPプロジェクト）
- 実録 日本ヤクザ抗争史 鯨道3 破門状（2008年7月25日、GPミュージアムソフト）

### 劇場アニメ
- クレヨンしんちゃん 超時空!嵐を呼ぶオラの花嫁（2010年） - 花嫁（希望）軍団E愛 役

### Webアニメ
- SNSポリス（2018年、GYAO!） - 大金もちすぎ太 役

### 吹き替え
- ファイナル・デッドサーキット 3D（2009年） - アンディ 役
- DUNE/デューン 砂の惑星（2021年） - 警護兵 役[31]

### CM
- トヨタ自動車「カローラルミオン」（2008年、11月 - ）アメブロ＋テレビ朝日タイアップCM - 狩野英孝と共演。
- ハドソン桃太郎電鉄シリーズ「桃太郎電鉄20周年」（2008年、12月 - ） - 陣内智則、若槻千夏と共演。
- 大江戸温泉物語（2009年4月 - ）
  - 日本元気劇場（2009年6月 - ）
- たかの友梨ビューティクリニック（2009年春 - ）
- 日本コカ・コーラ「ファンタもみもみフローズン」（2009年7月 - ） - ファン太郎（朝青龍）と共演。
- アサヒフードアンドヘルスケア「クリーム玄米ブラン」 マリセンボン（マリエとハリセンボン）と共演。
- カゴメ「トマレピ!」（2010年5月 - ）
- 海外ドラマ『カイルXY』（2010年5月 - ）
- スズキ
  - 「キャリイ」（ホームページ：2013年8月 - / テレビ：9月 - ） - 菅原文太、北斗晶と共演。
  - 「エブリイ」（2015年2月 - ） - 宇梶剛士、円広志と共演。
- 共立美容外科・歯科（2015年 - ） - 同病院のイメージキャラクターも務める。
- UQコミュニケーションズ「長女の友人」篇（2017年3月 - ） - アイ 役（深田恭子、多部未華子、永野芽郁らと共演。）
- ジェイフロンティア株式会社「酵水素328選　もぎたて生スムージー」（2018年 - ）
- ACジャパン（2023年度の全国こども食堂支援センター・むすびえ支援キャンペーン「おいしいねって いいあうと」でナレーションを担当）

### 舞台
- IMAGINE 9.11（2008年9月26日 - 10月2日、シアターΧ）
- 美川憲一とゆかいな仲間たち（2010年4月14日・15日、明治座 / 5月22日・23日、中日劇場）
- TRAIN TRAIN TRAIN（2025年11月26日 - 30日〈予定〉、東京芸術劇場 プレイハウス）[32][33]

## 出版

### 書籍
- 春菜愛フォト&エッセイ集『私が私であるために…』（2000年4月、バウハウス）ISBN 978-4-89461-179-5
- 『素晴らしき、この人生』（2009年3月9日、講談社） ISBN 978-4-06307-872-5

テレビで語れなかった、はるな愛の知られざる半生を自ら告白したエッセイ。
- 『Love Power はるな愛の恋バナ』 (2009年9月30日、祥伝社) ISBN 978-4-39646-020-4

原作者として、自身の恋愛経験のコミック化
- はるな愛ファースト写真集『I♡AI』はるな愛のつくり方 (2009年10月19日、東京ニュース通信社) ISBN 978-4-86336-068-6
- 世界一のはるな愛になるダイエット (2010年7月6日、扶桑社) ISBN 978-4-594-06226-2
- はるな愛のラブラブソウル (2010年9月10日、昭文社) ISBN 978-4-39813-351-9

自身の渡航歴を活かした2泊3日のソウル旅行記&ガイドブック

### 連載
- 2009年4月より、日刊スポーツ大阪・名古屋版番組表のコラム「あげるよね～ はるなの愛」（月曜日 近畿地方・東海3県・北陸地方・山口県を除く中国地方・四国地方向けの新聞）
- 2019年7月、東京新聞のコラム「私の東京物語」（全10話）

## 映画監督作品
- mama（2020年7月10日公開、制作・配給：シネマスコーレ） ※初監督作品[34][35]